# Eolinus
Eolinus Petrunkevitch, 1958 è un genere di ragni fossili appartenente alla famiglia Salticidae.

## Caratteristiche
Gli esemplari finora raccolti risalgono tutti all'Oligocene.

## Distribuzione
Le dieci specie oggi note di questo genere sono state rinvenute in Europa centrale, in alcuni depositi di ambra baltica.

## Tassonomia
A giugno 2011, questo genere fossile comprende 10 specie descritte e una non classificata:
- Eolinus balticus Zabka, 1988 - ambra baltica
- Eolinus fungus Wunderlich, 2004 - ambra baltica
- Eolinus insuriens Wunderlich, 2004 - ambra baltica
- Eolinus prominens Wunderlich, 2004 - ambra baltica
- Eolinus samlandica Wunderlich, 2004 - ambra baltica
- Eolinus succineus Petrunkevitch, 1942[2] - ambra baltica
- Eolinus theryi Petrunkevitch, 1942 - ambra baltica
- Eolinus theryoides Wunderlich, 2004 - ambra baltica
- Eolinus tystschenkoi Prószinski & Zabka, 1980 - ambra baltica
- Eolinus vates Wunderlich, 2004 - ambra baltica
- Eolinus sp. Wunderlich, 2004 - ambra baltica